# 東証グロース市場250指数先物
東証グロース市場250指数先物（とうしょうグロースしじょう250しすうさきもの）とは、東証グロース市場250指数を原資産とする株価指数先物取引であり、大阪取引所に上場されている。日本初の新興市場を対象とした上場デリバティブ取引である。

## 概要
満期日（3月、6月、9月、12月の第二木曜日）に原資産（東証グロース市場250指数）を、あらかじめ決めた価格で売買する契約。 原資産が東証マザーズ指数という実体のないものであるため、決済はすべて差金決済となる。
東証グロース市場250指数先物はデリバティブ（金融派生商品）であり、元本よりも少額の証拠金で投資ができるレバレッジ効果がある。また、売りからでも取引を開始できることが特徴である。
先物の「買い方」（＝取引を買いで開始した人）は、満期日の原資産（厳密には「SQ値」、後述）が約定（やくじょう）価格を上回れば利益を得、下回れば損失となる。「売り方」（＝取引を売りで開始した人）は、逆に、満期日の原資産が約定価格を下回れば利益を得、上回れば損失となる。また、満期日まで待たなくとも相場の変動に応じて反対売買（買い方の場合は転売、売り方の場合は買戻し）すれば、いつでも損益を確定することができる。

## 歴史
- 2003年9月16日 - 東京証券取引所が東証マザーズ指数の算出を開始。
- 2016年7月19日 - 大阪取引所が東証マザーズ指数先物取引上場。[1]
- 2016年7月11日 - 米国商品先物取引委員会（CFTC）からCertification（認証）を取得。[2]
  - 米国居住者に対し、東証マザーズ指数先物取引を勧誘又は販売することが可能に。
- 2017年4月3日 - 呼値の単位を１ポイントに変更（変更前は0.5ポイント）。[3]
  - 変更に先立って、大阪取引所はパブリックコメントを公募した[4]。
- 2022年4月4日 - 東証マザーズ市場が廃止されるが[5]、東証マザーズ指数は過去に東証マザーズ市場に上場していた銘柄と新規に東証グロース市場に上場する銘柄を対象として継続するため[6]、東証マザーズ指数先物も継続する[7]。
- 2023年11月6日 - 東証マザーズ指数が東証グロース市場250指数へ名称変更された事に伴い、東証グロース市場250指数先物へ名称を変更[8]。

## 個人投資家向け取扱い証券会社
インターネットを利用し、個人向けに上場商品を取り扱っている証券会社の一覧について、日本取引所グループのホームページにて公表されている。2025年4月時点で個人投資家向けにインターネット取引を可能としている証券会社は以下の8社である（五十音順）。

### 取引参加者
- 岩井コスモ証券
- インタラクティブ・ブローカーズ証券
- SBI証券
- 三菱UFJ eスマート証券
- 光世証券
- フィリップ証券
- 松井証券
- 楽天証券

### 非取引参加者
- 岡三証券（2023年12月で取扱終了）

## 制度

### 立会時間
- 日中取引：8:45 - 15:15（15:10からはプレ・クロージングで板寄せ後15:15終了）

- 夜間取引：16:30 - 翌日 5:30（5:25からはプレ・クロージングで板寄せ後5:30終了） 
  - 夜間取引の取引日は、当日扱いではなく、翌営業日扱いとなる。
  - 日中取引終了後に清算が行われるため、取引日ベースでの一日の流れは、「前営業日の夜間取引→当営業日の日中取引→清算」となる。

- 各限月の最終の取引は、SQ日（3月、6月、9月、12月の第二金曜日）の前営業日の日中取引となる。

### 取引単位
東証マザーズ指数の1,000倍単位。この最小取引単位を「1枚」という。
東証マザーズ指数が1,200ポイントの場合、1枚は指数の1,000倍の120万円（＝1,200ポイント×1,000倍）に相当する。但し、取引に際して1枚あたりこれだけの現金を用意する必要はなく、後述する証拠金（通常は数万円）があればよい。
指数の1ポイントの値動きは、現実にはその1,000倍の1,000円の値動きとなり、建玉があれば実際にそれだけの含み益・含み損が発生する。

### 呼値の刻み（値段の刻み）
呼値（よびね）の刻みは1ポイント単位である。
1150ポイント、1151ポイント、1152ポイントなど1ポイント刻みの値段で注文でき、1ポイント刻みで相場が変動する。
取引単位が1,000倍のため、1ポイント変動した時の変動額は1,000円となる。

### 建玉
成立した注文で、未決済のままで保持しているものを「建玉」（たてぎょく）、あるいは「ポジション」という。

### 限月
東証マザーズ指数先物には満期日がある。3月，6月，9月，12月の第2金曜日が満期日に設定されており、これらを限月（げんげつ）という。 各限月は、例えば3月が満期日の場合「3月限」（さんがつぎり）などと呼ぶ。
常に5本の限月が並行して取引されている。例えば2017年8月末時点で取引されているのは、以下の5本である。
- 2017年9月限
- 2017年12月限
- 2018年3月限
- 2018年6月限
- 2018年9月限

この例では、2017年9月の第2金曜日になると2017年9月限の先物は満期日を迎えて取引されなくなり、新たに2018年12月限が上場される。3ヶ月ごとに満期日を迎えたものが取引されなくなって新たな限月のものが上場される。
限月は5本上場されているが、直近の限月と2番目の限月に取引が集中している。限月により価格は少しずつ異なるのが普通である。
期近物の満期日が到来する前に一旦手仕舞いし、同時に次の限月で同じポジションを組むことをロールオーバーという。ロールオーバーを行えば、事実上、満期日の制限なく長期に渡ってポジションを保持し続けることができる。

### SQ
満期日には、「特別清算指数」（Special Quotation、略してSQ）という値によって決済される。ある限月が市場で取引されるのは、その限月のSQの日の前日までで、それまでに反対売買して清算されなかった建玉は、SQの日に自動的に決済される。
SQ値は、東証マザーズ指数構成銘柄のSQの日の寄付値（よりつきね）を元に算出される。取引開始後にすぐに寄らない銘柄は、寄った時点での株価を元に計算する。従って、そのような場合はSQ値は東証マザーズ指数の始値とは異なってくる。

## 取引例

### 取引例
仮に、先物が1,200ポイント、必要証拠金が1枚6万円の場合、口座に10万円を入金して先物を1枚買ったとする。この時の証拠金の余力は4万円である。
(1) その日の取引終了後、先物価格が1,250ポイントであれば、(1,250－1,200)×1,000＝5万円 の含み益が生じ、証拠金の余力は9万円となる。この場合は、翌日にさらに1枚追加で買い建てることも可能である。
(2) その日の取引終了後、先物価格が1,150ポイントであれば、(1,150－1,200)×1,000＝－5万円 となり、5万円の含み損が発生する。この時、証拠金の余力は 4万円－5万円＝－1万円 でマイナスとなるため、建玉を保持して取引を継続するには、追加の証拠金（追証）を1万円納める必要がある。
このように建玉については、毎日、取引終了後に先物清算値と建値との差額を計算し、含み益・含み損の額を更新する。これを「値洗い」という。
(1) の場合、1,250ポイントになった所で反対売買（この場合は返済売り）を行って決済すると5万円の利益が確定し、口座残高は15万円となる（ただし別途売買手数料がかかる）。決済後は建玉がない状態なので、拘束される証拠金は0円である。このように、証拠金とは建玉を保持している間に一時的に拘束されるものである。
なお、上記の例では買いの場合を扱ったが、売りの場合は逆に株価指数が上がれば含み損となり、株価指数が下がれば含み益となる。

### 証拠金
SPAN （The Standard Portfolio Analysis of Risk）という証拠金計算方法が採用されている。
証券会社では、このSPANのうちの「プライス・スキャンレンジ」という指標を用いて、必要最低証拠金を計算することが多い。東証マザーズ指数先物を取扱う証券会社は、必要証拠金額について、自社のホームページで公表することが一般的である。

## 取引の目的

### リスクヘッジ
保有株式の将来における価格変動を回避（ヘッジ）することを目的とする。
- 売りヘッジ
  - 保有株式の値下がりによる損失を限定するために、マザーズ先物を売り建てる。
  - なお、先物取引は売りからでも取引を開始できる。
- 買いヘッジ
  - あらかじめ決めた価格水準でマザーズ市場の株式を購入することを目的として、マザーズ先物を買い建てる。
  - マザーズ市場の株式は、東証一部の市場よりも取引量が少ない株式が多く、一度に大量の株式を購入することによって株価が大きく上昇し、株式の購入費用が高くなることがありうる。そこで、あらかじめマザーズ先物を買った後に、少しずつ現物株式を買い集めると同時に、買い建てた先物を転売することによって、あらかじめ決めた価格水準でマザーズ市場の株式購入をはかることができる。

### スペキュレーション
価格変動の目論見から、利ざや（キャピタルゲイン）を得ることを目的に取引すること。先物取引では、元本よりも少額の証拠金で投資ができるレバレッジ効果があるため、資金効率を高めてスペキュレーションを行うことができる。

### その他
アービトラージ（裁定取引）や、他の商品と組み合わせた取引（NM取引など）により収益を得ることを目的として取引を行うこともある。
- NM取引（日経225miniと組み合わせた取引）
  - Nは「日経平均株価指数（Nikkei）」、Mは「東証マザーズ指数（Mothers）」を指す。
  - 大型株の多い日経平均株価指数に対し、東証マザーズ指数構成銘柄は小型の新興株式が多い。
    - 大型株よりも、新興株式の方が大きく値上がりすると考えた時には、日経225miniを売り、東証マザーズ指数先物を買う。
    - 新興株式よりも、大型株の方が大きく値上がりすると考えた時には、日経225miniを買い、東証マザーズ指数先物を売る。

  - 「NM倍率 ＝ 日経平均株価 ÷ 東証マザーズ指数」によって計算される。
  - TOPIX先物と東証マザーズ指数先物を組み合わせた取引はTM取引となる。